# Nephila komaci
Nephila komaci este o specie de păianjeni țesători aurii din familia Nephilidae. Este cea mai mare specie de păianjeni care țes pânze. Acest păianjen este considerat pe cale de dispariție. 

## Etimologie
Specia a fost numit în onoarea lui Andrej Komac, un prieten decedat a unuia dintre arahnologi care a raportat descoperirea sa în 2009.

## Descoperire
Această specie a fost identificată pentru prima dată într-o colecție păstrată la Muzeul Pretoria în 2000. Primul exemplar viu a fost descoperit peste 7 ani, în 2007, în Tembe Elephant Park, Provincia KwaZulu-Natal, RAS. Acesta este primul păianjen din genul Nephila care a fost găsit în ultimii o sută de ani. Ultimul membru descris anterior din acest gen a fost descoperit de către Friedrich Karsch în 1879, iar exemplarele găsită ulterior se adevereau a fi sinonime a speciilor existente.

## Descriere
Femela Nephila komaci este cel mai mare păianjen din genul Nephila, descris până acum. Lungimea corpului e de 4 cm, inclusiv lungimea picioarelor - 12 cm. Dimorfismul sexual este bine pronunțat. Masculul are o lungime de 0,9 cm, inclusiv cea a picioarelor - 2,5 cm. Pânza țesută de femelă are un diametru de 1 metru.

## Reproducere
Masculul așteaptă ca femela să năpârlească, și imediat după aceea are loc acuplarea. Transferul spermei are loc cu ajutorul pedipalpilor. În orificiul femel este blocat un articol al pedipalpului pentru a împiedica acuplarea cu alți masculi. De acum încolo, mascul își petrece tot restul vieții sale (care poate dura aproximativ un an) alungând alți masculi. Chiar și așa, au fost observate și femele cu mai mulți pedipalpi dezmebrați, în orficiul genital.

## Răspândire
Această specie se întâlnește în sudul Africii (Africa de Sud, Tanzania, Zanzibar) și pe insula Madagascar. 